# Odontophorus gujanensis
El corcovado común (Odontophorus gujanensis), también denominado perdiz corcovada, codorniz carirroja y perdiz urú común, es una especie de ave galliforme de la familia Odontophoridae que vive en Sudamérica.

## Descripción
El corcovado común mide entre 24 y 29 cm de longitud y pesa entre 260 y 300 g. Tiene un pequeño penacho eréctil en la corona de color castaño oscuro y los lados de la cabeza rufos. Su cuello, la nuca y la parte superior del dorso son más o menos grisáceos. El resto de la región superior es marrón, con líneas negruzcas y puntos color ante o blancuzco en el dorso y las coberteras alares. Sus partes inferiores son de color castaño claro rojizo con matices ocre y un pequeño barreteado ante y negro poco definido. El pico es negro y las patas son grises.

## Distribución y hábitat
Se encuentra en Bolivia, Brasil, Colombia, Costa Rica, Ecuador, la Guayana francesa, Guyana, Panamá, Perú, Surinam y Venezuela.
Sus hábitats naturales son las selvas húmedas tropicales, por debajo de los 1.800 m de altitud.

## Alimentación
Se alimenta de semillas, frutos, insectos, arácnidos, moluscos y lombrices. Busca alimento en el suelo del bosque.

## Reproducción
Construye el nido en medio de hojas caídas, el suelo o en una cavidad superficial. La hembra pone 4 a 5 huevos blancos, de 39,1 por 27,6 mm. La incubación dura 24 a 28 días y los polluelos dejan el nido 20 horas después de nacer.